# Short track agli VIII Giochi asiatici invernali - 1000 metri femminili
La specialità dei 1000 metri femminili di short track degli VIII Giochi asiatici invernali si è svolta il 22 febbraio 2017 all'Arena del Ghiaccio Makomanai nel distretto di Minami-ku a Sapporo, in Giappone. 

## Risultati
Legenda
- PEN — Penalità
- q — Qualifificato per il tempo

### Batterie

#### Gruppo 1
| Class | Atleta                  | Tempo    | Note |
| ----- | ----------------------- | -------- | ---- |
| 1     | Guo Yihan (CHN)         | 1:46.797 | Q    |
| 2     | Noh Do-hee (KOR)        | 1:47.346 | Q    |
| 3     | Varsha S. Puranik (IND) | 1:52.487 |      |

#### Gruppo 2
| Class | Atleta               | Tempo    | Note |
| ----- | -------------------- | -------- | ---- |
| 1     | Choi Min-jeong (KOR) | 1:38.542 | Q    |
| 2     | Lin Yu-tzu (TPE)     | 1:39.597 | Q    |
| 3     | Cheyenne Goh (SGP)   | 1:41.672 | q    |

#### Gruppo 3
| Class | Atleta                    | Tempo    | Note |
| ----- | ------------------------- | -------- | ---- |
| 1     | Ayuko Ito (JPN)           | 1:57.638 | Q    |
| 2     | Zang Yize (CHN)           | 1:57.806 | Q    |
| 3     | Rahmah Osya Samudra (INA) | 2:06.768 |      |
| 4     | Nor Marissa Alia (MAS)    | 2:07.488 |      |

#### Gruppo 4
| Class | Atleta                      | Tempo    | Note |
| ----- | --------------------------- | -------- | ---- |
| 1     | Shim Suk-hee (KOR)          | 1:46.936 | Q    |
| 2     | Anja Chong (MAS)            | 1:48.243 | Q    |
| 3     | Lu Chia-tung (TPE)          | 1:48.417 |      |
| 4     | Alifia Meidia Namasta (INA) | 2:00.369 |      |

#### Gruppo 5
| Class | Atleta               | Tempo    | Note |
| ----- | -------------------- | -------- | ---- |
| 1     | Kim Iong-a (KAZ)     | 1:57.817 | Q    |
| 2     | Deanna Lockett (AUS) | 1:57.826 | Q    |
| 3     | Ashley Chin (MAS)    | 2:00.641 |      |
| 4     | Wang Kuan-ming (TPE) | 2:03.826 |      |

#### Gruppo 6
| Class | Atleta                     | Tempo    | Note |
| ----- | -------------------------- | -------- | ---- |
| 1     | Sumire Kikuchi (JPN)       | 1:34.782 | Q    |
| 2     | Anastassiya Krestova (KAZ) | 1:34.859 | Q    |
| 3     | Battulgyn Gereltuyaa (MGL) | 2:02.806 |      |
| 4     | Kathryn Magno (PHI)        | 2:02.991 |      |

#### Gruppo 7
| Class | Atleta                     | Tempo    | Note |
| ----- | -------------------------- | -------- | ---- |
| 1     | Hitomi Saito (JPN)         | 1:32.980 | Q    |
| 2     | Fan Kexin (CHN)            | 1:33.138 | Q    |
| 3     | Madina Zhanbussinova (KAZ) | 1:33.474 | q    |
| 4     | Gita Widya Yunika (INA)    | 2:03.965 |      |

### Quarti di finale

#### Gruppo 1
| Class | Atleta                     | Tempo    | Note |
| ----- | -------------------------- | -------- | ---- |
| 1     | Fan Kexin (CHN)            | 1:41.516 | Q    |
| 2     | Anastassiya Krestova (KAZ) | 1:43.970 | Q    |
| 3     | Cheyenne Goh (SGP)         | 1:46.560 |      |
| —     | Hitomi Saito (JPN)         | PEN      |      |

#### Gruppo 2
| Class | Atleta                     | Tempo    | Note |
| ----- | -------------------------- | -------- | ---- |
| 1     | Kim Iong-a (KAZ)           | 1:36.166 | Q    |
| 2     | Sumire Kikuchi (JPN)       | 1:36.256 | Q    |
| 3     | Madina Zhanbussinova (KAZ) | 1:36.821 | q    |
| 4     | Lin Yu-tzu (TPE)           | 1:37.800 |      |

#### Gruppo 3
| Class | Atleta               | Tempo    | Note |
| ----- | -------------------- | -------- | ---- |
| 1     | Choi Min-jeong (KOR) | 1:34.971 | Q    |
| 2     | Noh Do-hee (KOR)     | 1:35.104 | Q    |
| 3     | Ayuko Ito (JPN)      | 1:37.655 |      |
| —     | Deanna Lockett (AUS) | PEN      |      |

#### Gruppo 4
| Class | Atleta             | Tempo    | Note |
| ----- | ------------------ | -------- | ---- |
| 1     | Shim Suk-hee (KOR) | 1:32.971 | Q    |
| 2     | Guo Yihan (CHN)    | 1:33.074 | Q    |
| 3     | Zang Yize (CHN)    | 1:33.147 | q    |
| 4     | Anja Chong (MAS)   | 1:39.869 |      |

### Semifinali

#### Gruppo 1
| Class | Atleta             | Tempo    | Note |
| ----- | ------------------ | -------- | ---- |
| 1     | Shim Suk-hee (KOR) | 1:33.831 | QA   |
| 2     | Guo Yihan (CHN)    | 1:33.898 | QA   |
| 3     | Zang Yize (CHN)    | 1:34.320 | QB   |
| 4     | Noh Do-hee (KOR)   | 1:34.378 | QB   |
| 5     | Fan Kexin (CHN)    | 1:38.694 |      |

#### Gruppo 2
| Class | Atleta                     | Tempo    | Note |
| ----- | -------------------------- | -------- | ---- |
| 1     | Choi Min-jeong (KOR)       | 1:30.800 | QA   |
| 2     | Sumire Kikuchi (JPN)       | 1:30.855 | QA   |
| 3     | Anastassiya Krestova (KAZ) | 1:31.572 | QB   |
| 4     | Madina Zhanbussinova (KAZ) | 1:31.629 | QB   |
| 5     | Kim Iong-a (KAZ)           | 1:32.251 |      |

### Finali

#### Finale B
| Class | Atleta                     | Tempo    |
| ----- | -------------------------- | -------- |
| 1     | Noh Do-hee (KOR)           | 1:39.964 |
| 2     | Zang Yize (CHN)            | 1:40.049 |
| 3     | Anastassiya Krestova (KAZ) | 1:40.333 |
| 4     | Madina Zhanbussinova (KAZ) | 1:41.035 |

#### Finale A
| Class   | Atleta               | Tempo    |
| ------- | -------------------- | -------- |
| Oro     | Shim Suk-hee (KOR)   | 1:30.376 |
| Argento | Choi Min-jeong (KOR) | 1:30.451 |
| Bronzo  | Sumire Kikuchi (JPN) | 1:30.544 |
| 4       | Guo Yihan (CHN)      | 1:30.709 |